# Equador (Río Grande del Norte)
Equador es el municipio más meridional del estado brasileño del Rio Grande do Norte, localizado en la región del Seridó. De acuerdo con el censo realizado por el IBGE (Instituto Brasileño de Geografía y Estadística) en el año 2007, su población es de 5875 habitantes con un área territorial de 312 km².
Su economía está orientada a la extracción de minerales, siendo el principal producto de extracción el Caolín, mineral compuesto de silicatos hidratados de alumínio.

## Geografía
Su clima es semiárido y el relieve del municipio es montañoso con altitudes entre 750 m y hasta 800 m.

### Hidrografía
Los arroyos y ríos del municipio son todos temporarios y corren de sur a norte. Los principales cursos de agua del municipio son: arroyo Malhada Gran, arroyo de los Quintos, arroyo Equador (río de Maria Pê), arroyo del Marañón y Arroyo Verde. La mayor represa del municipio es la represa pública de Mamões que abastece la ciudad y fue construida en 1984.